# Squadra algerina di Coppa Davis
La squadra algerina di Coppa Davis rappresenta l'Algeria nella Coppa Davis, ed è posta sotto l'egida della Fédération Algérienne de Tennis.
La squadra ha esordito nel 1977 e ad oggi il suo miglior risultato è il raggiungimento del Gruppo III della zona Euro-Africana.

## Organico 2011
Aggiornato al match delle fasi zonali contro il Madagascar del 9 luglio 2011. Fra parentesi il ranking del giocatore nel momento della disputa degli incontri.
- Abdelhak Hameurlaine (ATP #)
- Sid Ali Akili (ATP #)
- Mohamed Amine Kerroum (ATP #)
- Mohamed-Redha Ouahab (ATP #)